# Unterschenkel

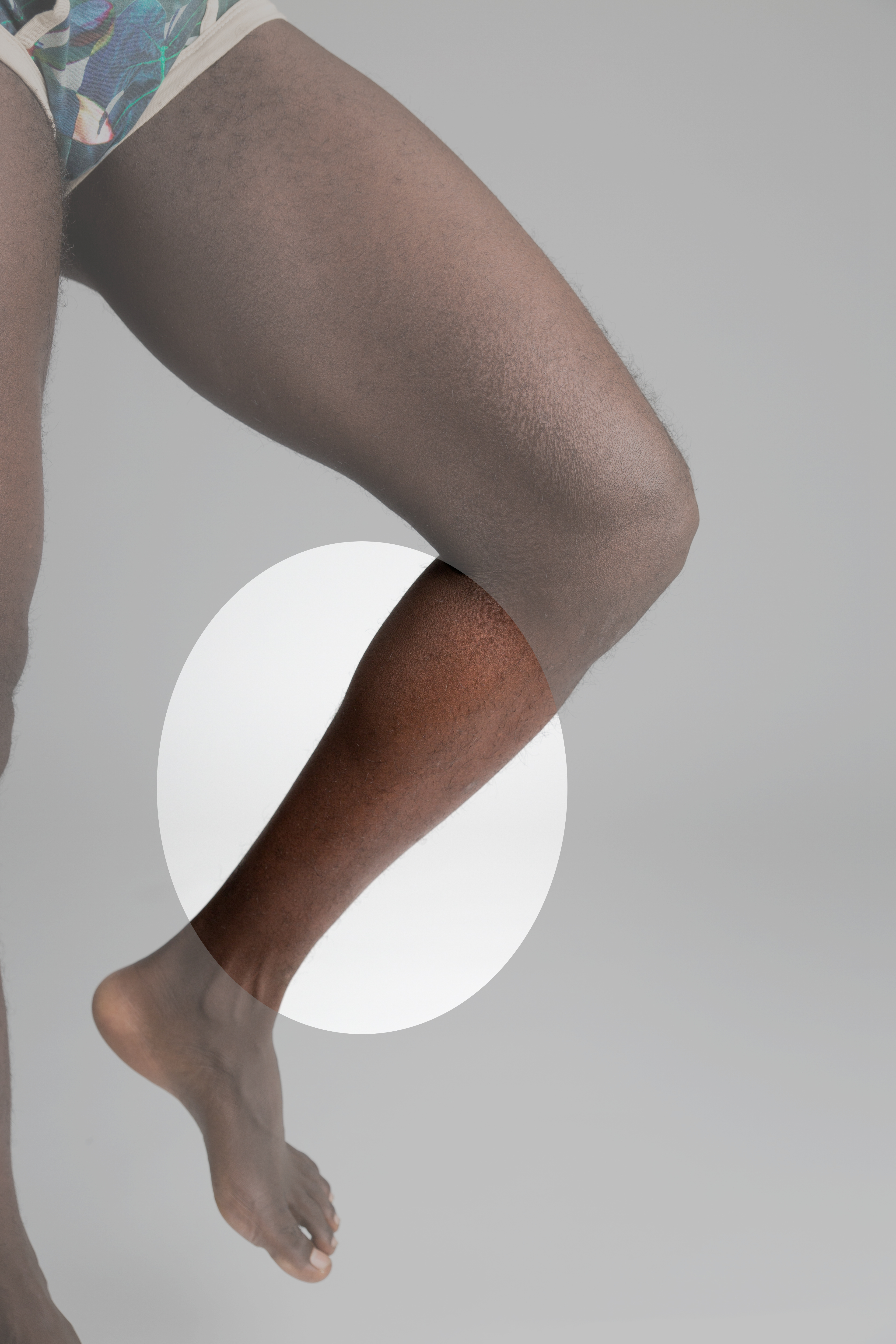
Unterschenkel als Teil der unteren Extremität (Bein)

Der Unterschenkel (lateinisch Crus), süddeutsch auch Unterbein genannt, ist ein Teil des Beines und befindet sich zwischen Knie und Fuß. Die entsprechende Körperregion wird als Regio cruris bezeichnet und in die Regio cruris anterior (vordere Unterschenkelgegend, in der Tieranatomie Regio cruris cranialis) und die Regio cruris posterior (hintere Unterschenkelgegend, Wadengegend; in der Tieranatomie Regio cruris caudalis) gegliedert. In der Tieranatomie unterscheidet man zusätzlich eine innere und äußere Unterschenkelgegend (Regio cruris medialis bzw. lateralis).

## Knochen
Der Unterschenkel wird von zwei Knochen gebildet, dem Schienbein (Tibia) und dem Wadenbein (Fibula). Diese sind oben durch ein straffes Gelenk (Amphiarthrose) und unten durch eine Bandhaft (Syndesmosis tibiofibularis) miteinander verbunden. Zwischen ihnen verläuft eine feste, bindegewebige Bandstruktur (Membrana interossea cruris).

## Angrenzende Gelenke
Bei dem Gelenk zwischen Knie und Unterschenkel (Kniegelenk) handelt es sich um ein Dreh-Scharniergelenk, die Gelenkflächen befinden sich auf den Knorren des Oberschenkelknochens (Femur) und des Schienbeines sowie auf der Rückseite der Kniescheibe (Patella).
Das Gelenk zwischen Unterschenkel und Fuß (oberes Sprunggelenk) ist ebenfalls ein Scharniergelenk und wird durch die beiden Fußknöchel am Schienbein und Wadenbein sowie das Sprungbein (Talus) gebildet.

## Muskulatur
Die Muskeln des Unterschenkels werden nach ihrer Funktion und Lage zusammengefasst und wie folgt in vier Gruppen eingeteilt:
- Die vordere Unterschenkelmuskulatur besteht aus
  - den Streckern (Extensoren) an der seitlich-vorderen (ventero-lateralen) Seite und
  - der Wadenbeinmuskulatur im Bereich des Wadenbeines an der äußeren (lateralen) Seite.
- Die hintere Unterschenkelmuskulatur besteht aus
  - den oberflächlichen Beugern (Flexoren) auf der Rückseite, die gemeinsam als Musculus triceps surae bezeichnet werden und
  - den tiefen Beugern auf der Rückseite.

| Unterschenkelmuskulatur            | Unterschenkelmuskulatur         | Unterschenkelmuskulatur         | Unterschenkelmuskulatur          |
| vordere Unterschenkelmuskulatur    | vordere Unterschenkelmuskulatur | hintere Unterschenkelmuskulatur | hintere Unterschenkelmuskulatur  |
| Strecker                           | Wadenbeinmuskulatur             | oberflächliche Schicht          | tiefe Schicht                    |
| ---------------------------------- | ------------------------------- | ------------------------------- | -------------------------------- |
|                                    |                                 |                                 |                                  |
| Musculus tibialis anterior         | Musculus fibularis longus       | Musculus soleus                 | Musculus tibialis posterior      |
| Musculus extensor digitorum longus | Musculus fibularis brevis       | Musculus gastrocnemius          | Musculus flexor hallucis longus  |
| Musculus extensor hallucis longus  |                                 | Musculus plantaris              | Musculus flexor digitorum longus |

Bei vierfüßigen Säugetieren liegt zwischen den beiden Köpfen des Musculus gastrocnemius noch der oberflächliche Zehenbeuger des Fußes (Musculus flexor digitorum pedis superficialis).

## Logen, Faszien und Kompartmentsyndrom

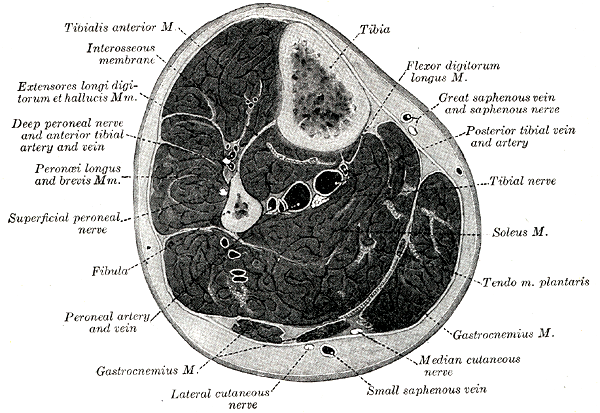
Querschnitt durch den linken Unterschenkel

### Anatomie
Der gesamte Unterschenkel wird durch eine bindegewebige Haut, die Unterschenkelfaszie (Fascia cruris), umschlossen. Die einzelnen Muskelgruppen werden durch derbe und nicht dehnbare Faszien umschlossen und voneinander getrennt. An dieser Trennung sind auch die Bandhaft zwischen den beiden Knochen und das tiefe Blatt (Lamina profunda) der Unterschenkelfaszie beteiligt, welche die tiefen und oberflächlichen Beuger voneinander trennt.
Durch die Trennung der Muskelgruppen ergeben sich so genannte Muskellogen (auch Kompartimente), in denen Muskeln mit zusammengehörender Funktion zusammengefasst werden. Jedes Kompartiment ist durch eine umgebende Bindegewebshaut von benachbarten Kompartimenten abgetrennt und bildet mit ihrem Inhalt einen fast vollständig in sich abgeschlossenen Raum.
Entsprechend den Muskelgruppen finden sich im Unterschenkel folgende Logen:
- die Streckerloge (vorderes Kompartiment, manchmal auch Tibialis-anterior-Loge genannt)
- die Peronaeusloge (laterales Kompartiment oder Fibularisloge)
- die oberflächliche Beugerloge (oberflächliches hinteres Kompartiment)
- die tiefe Beugerloge (tiefes hinteres Kompartiment)

### Verletzungen und Erkrankungen
Die Faszien um die Logen herum haben die Wirkung einer Kompression und begrenzen dadurch Schwellungen. Nach Unterschenkelverletzungen kann es aber auch zu Einblutungen in eine Muskelloge kommen. Die derben Bindegewebshäute können sich nicht ausdehnen, so dass sich der Druck in der Loge stark erhöht. Die wichtigste Folge ist eine Kompression des Gefäß-Nerven-Bündels des Unterschenkels. Es kann dadurch zu einer irreparablen Schädigung insbesondere des Nervus peronaeus profundus und superficialis kommen. In der Folge entwickelt sich ein Spitzfuß. Diese Erscheinung wird als Kompartmentsyndrom bezeichnet. Es kommt meist nicht zu einem Pulsverlust durch Einklemmen der Arterien, da eine Schädigung der Nerven schon ab einem Druck in den Unterschenkellogen von 40 mmHg droht. Der normale systemische Druck beträgt im Mittel um die 100 mmHg, daher bleiben auch beim Kompartmentsyndrom die Unterschenkelarterien offen. Wird nicht schnell genug gehandelt, sterben neben den Nerven auch die Muskeln ab. Im Falle eines Kompartmentsyndroms muss daher schnell gehandelt werden. Die Logen des Unterschenkels müssen schnell eröffnet werden, damit der Druck sich normalisiert. Irreparable Schäden können u. a. in einem Funktionsverlust der Nerven sowie in Kontrakturen des vernarbten Muskelgewebes bestehen.
Auch nach einer starken Überbelastung z. B. im Sport bei einem ungewohnten Langstreckenlauf kann es zu einem Kompartmentsyndrom kommen. Auch zu fest angelegte Verbände können eine solche Wirkung haben.
Die Symptome sind Schmerzen, Rötungen, Schwellung, Funktionsverluste und Gefühlsstörungen.
Wird nicht schnell genug gehandelt, führt dies zu irreparablen Schäden. Prophylaktisch sollten bei Brüchen zur Vermeidung eines Kompartmentsyndroms die Beine hoch gelagert werden. Besonders häufig ist die Schädigung der vorne am Bein liegenden Streckerloge (Tibialis-anterior-Syndrom). Ähnliche Probleme kann es auch in der Unterarmmuskulatur geben.

## Arterien
In der Kniebeuge teilt sich die Arteria poplitea (Kniebeugerarterie) in die
- Arteria tibialis anterior (vordere Schienbeinarterie), bei Tieren als Arteria tibialis cranialis bezeichnet, und die
- Arteria tibialis posterior (hintere Schienbeinarterie), bei Tieren als Arteria tibialis caudalis bezeichnet.

An der vorderen Schienbeinarterie entspringen die vordere zurücklaufende Schienbeinarterie (Arteria recurrens tibialis anterior), die wieder zum Knie aufsteigt, und die innere und äußere vorderen Arterien des Knöchels (Arteria malleolaris anterior medialis und Arteria malleolaris anterior lateralis). Schließlich endet sie in der Arterie des Fußrückens (Arteria dorsalis pedis). Aus dieser gehen die Arteria tarsalis medialis und die Arteria tarsalis lateralis ab. Etwas oberhalb der Zehengrundgelenke bilden die Arteria dorsalis pedis und die Arteria tarsalis lateralis die Arteria arcuata. Von dieser gehen die fußrückenseitigen tiefen Mittelfußarterien (Arteriae metatarsales dorsales) ab, die sich in die Arteriae digitales dorsales verlieren und so die Zehen mit Blut versorgen.
Aus der hinteren Schienbeinarterie entspringt die Wadenbeinarterie (Arteria fibularis), die innere Fußsohlenarterie (Arteria plantaris medialis) und die äußere Fußsohlenarterie (Arteria plantaris lateralis).

## Venen

### Oberflächliche Venen
Im Unterschenkel befindet sich zum einen die große verborgene Vene („große Rosenader“, auch „große Rosenvene“ genannt, Vena saphena magna; bei Tieren Vena saphena medialis), die vom Fuß aus vor dem Innenknöchel, dann mittig zum Schienbein und schließlich hinter ihrem mittigen Gelenkknorren an der Oberschenkelinnenseite verläuft. Die Vene mündet in der Leistenregion in die Oberschenkelvene (Vena femoralis) ein.
Die kleine verborgene Vene („kleine Rosenader“, analog auch „kleine Rosenvene“ genannt, Vena saphena parva; bei Tieren Vena saphena lateralis) verläuft unter bzw. hinter dem Außenknöchel, dann hinten in Wadenmitte im Unterhautfettgewebe entlang und ergießt sich schließlich in die Kniebeugervene (Vena poplitea). Die kleine verborgene Vene wird bei Hunden und Katzen häufig zur Blutentnahme oder intravenösen Injektion genutzt.

### Tiefe Venen
In der Wade (lateinisch Sura) verlaufen zwischen den Muskeln eine Reihe von tiefen Venen. Sie sind funktionell wichtiger als die oberflächlichen Venen. Sie begleiten in der Regel die Arterien und sind dabei oft als zwei oder drei Begleitgefäße um die Arterien angelegt. Man teilt sie entsprechend den Arterien in folgende Gruppen ein:
- Tibialis-posterior-Gruppe
- Tibialis-anterior-Gruppe
- Fibularis-Gruppe

Vor allem die Venen der Tibialis-posterior-Gruppe sind nicht selten von tiefen Beinvenenthrombosen betroffen.

## Nerven
In der Kniekehle teilt sich der Ischiasnerv (Nervus ischiadicus) in den gemeinsamen Wadenbeinnerv (Nervus peronaeus communis) und den Schienbeinnerv (Nervus tibialis).
Der gemeinsame Wadenbeinnerv teilt sich wiederum in den tiefen Wadenbeinnerv (Nervus peronaeus profundus) und den oberflächlichen Wadenbeinnerv (Nervus peronaeus superficialis). Der Schienbeinnerv teilt sich erst am Fuß auf.